# Peneia
Peneia – kuc pochodzący z Grecji. Jest to stara rasa, spotykana w na wpół górzystym regionie Eleia na Półwyspie Peloponeskim. 
Jego wysokość wynosi od 100 do 140 cm w kłębie. Występują maści: dereszowata, kasztanowata lub kara. Jest przyjazny dla ludzi i innych koni.